# KIF5A
KIF5A‏ (Kinesin family member 5A) هوَ بروتين يُشَفر بواسطة جين KIF5A في الإنسان.

## الوظيفة

### 🚗 الوظائف الجزيئية والخلوية
1. نقل المحملات داخل المحور العصبي (axonal transport)
  - يدفع بشكل مباشر حركة الميتوكوندريا إلى الأمام (anterograde) في المحاور العصبية عن طريق التفاعل مع بروتينات الربط مثل TRAK1/2 وMiro uniprot.org+15pmc.ncbi.nlm.nih.gov+15pmc.ncbi.nlm.nih.gov+15uniprot.org+1genecards.org+1.
  - يشارك في نقل حويصلات RNA، جزيئات بروتينية، وتقنيات مثل RNA-granules – خاصة مع مكون SFPQ pubmed.ncbi.nlm.nih.gov+1sciencedirect.com+1.
  - يُسهم في نقل الهيكل الخلوي العصبي (neurofilament proteins) بطيء السرعة pmc.ncbi.nlm.nih.gov+3uniprot.org+3genecards.org+3.
2. تجديد الألياف العصبية بعد الإصابة
  - يلعب دوراً حاسماً في توجيه الميتوكوندريا وRNA granules أثناء تجديد المحاور العصبية pubmed.ncbi.nlm.nih.gov+1genecards.org+1.
3. نقل مستقبلات GABA_A
  - يسهم في إيصال مستقبلات GABA_A إلى السطح العصبي عبر التفاعل مع بروتينات مثل GABAAR-associated protein

### 🧩 ملخّص الوظائف
| المستوي | الوظيفة أو الدور                        | التفاصيل                                                 |
| ------- | --------------------------------------- | -------------------------------------------------------- |
| جزيئي   | محفز حدبي (Molecular motor)             | يستخدم ATP لتحريك cargo في اتجاه + المحور (أنابيب دقيقة) |
| خلوي    | نقل ميتوكوندريا و‑RNAgranules ومستقبلات | يدعم الصحة العصبية والتجديد العصبي                       |
| سريري   | مرتبط بطفرات وراثية                     | يسبب HSP10، ALS، وCMT2                                   |
| مستقبلي | هدف علاجي                               | يُستهدف حاليًا لتحسين النقل الخلوي العصبي                  |

## الأهمية السريرية

### 🧠 الأهمية السريرية
- الاضطرابات العصبية الحركية والتنسيقية
  - طفراته مرتبطة بمرض Spastic Paraplegia Type 10 (HSP10)، والتصلّب الجانبي الضموري (ALS)، وكذلك Charcot–Marie–Tooth type 2 pmc.ncbi.nlm.nih.gov+3en.wikipedia.org+3ncbi.nlm.nih.gov+3.
  - بعض الطفرات (مثل ΔExon27، R864*) تزاحم البروتين الطبيعي وتعيق التفاعل مع الميتوكوندريا، مسببة إعاقة في النقل pmc.ncbi.nlm.nih.gov+14nature.com+14embopress.org+14.
- العلاقة مع أمراض أخرى
  - يتأثر نقل الميتوكوندريا والحويصلات في سياق مرض الزهايمر، حيث يقلّ KIF5A استجابةً لوجود بيتا‑أميلويد